# Scharnbek Nepomuk János
Scharnbek Nepomuk János (Pécs, 1828. március 10. – Budapest, 1879. április 20.) római katolikus lelkész és főgimnáziumi tanár.

## Élete
Növendékpapnak fölvétetvén, az 1844-45. évet a pozsonyi Emericanumban töltötte, 1845-től a teológiát Pesten végezte. Fölszentelték 1852. július 23-án. Főgimnáziumi tanár volt Nagyszombatban, 1869 októberétől központi papnevelőintézeti aligazgató volt Pesten.
Kisebb dolgozatai közül említendők: a Katholikus Néplapban (1851. költ.), a pesti növendékpapság Munkálataiban (1852. Levél egy protestáns ministerhez, A világ csalódásai, A papság feladata a XIX. században, Biró Márton veszprémi püspök életrajza).

## Munkái
- Alagya Kopácsy hgprimás halálára. (1847. szept. 17.)
- Bogoris bolgár király, vagy a kereszténység diadala a pogányság fölött. Tört. dráma 3 felv. (Rohrbacher és Jann F. nyomán.) A középtanodai ifjúság üdvös élvezetéül szini előadásra alkalmazta. Nagyszombat, 1862.
- A nólaiak Karthagóban. Tört. dráma 3 felv. (A Brev. Rom. és Jann F. nyomán.) A középtanodai ifjak számára szini előadásra alkalmazta. Uo. 1863.
- A jó gyermek, vígj. egy felv. serdültebb tanulók számára. Kiadta Szauter Antal. Bécs, 1863.
- Az elégedetlen favágó. Víg életkép két szakaszban. Uo. 1864.
- A nagy vértanu. Tört. dráma 3 szakaszban. A Bollandisták és Jann F. nyomán, a középtanodai ifjúság számára. Nagyszombat, 1864.
- Jákob fiai. Dalmű 2 szakaszban. Zenéjét írta Kapp Sándor. Uo. 1867.
- Egyházi beszéd, melyet Végh sándor veszprém-egyházmegyei áldozár első szent miséje alkalmával Pünkösd utáni 12-ik vasárnap, 1869. Kisasszony-hava 8. a veszprémi székesegyházban mondott. Pest, 1869.

### Kéziratban
Venczelin vagy a hit győzelme, szomorújáték 5 felvonásban Szent István magyar király korából. Előadták a convict-szinházban 1879. február 23-án.